# Maibritt Kviesgaard
Maibritt Kviesgaard (* 15. Mai 1986 in Aarhus) ist eine ehemalige dänische Handballspielerin.

## Karriere

### Im Verein
Kviesgaard gelang im Jahre 2005 den Sprung in den Erstliga-Kader von KIF Vejen. Ein Jahr später schloss sie sich dem Ligarivalen GOG Svendborg TGI an. Nachdem GOG in finanziellen Schwierigkeiten geriet und die zukünftige Entwicklung des Vereins ungewiss war, unterschrieb die rechte Außenspielerin 2009 einen Dreijahresvertrag bei SK Aarhus.
Im Sommer 2011 wechselte Kviesgaard zum FC Midtjylland Håndbold. In ihrer ersten Saison bei Midtjylland nahm sie an der Champions League teil. Im Dezember 2011 zog sich Kviesgaard in einem Länderspiel eine Kreuzbandverletzung zu, wodurch die Saison 2011/12 für sie beendet war. Nach einer annähernd 15-monatigen Verletzungspause gab die Linkshänderin im Februar 2013 ihr Comeback für den FCM Håndbold. Im Mai 2013 gewann sie mit Midtjylland die dänische Meisterschaft. Anschließend wechselte sie zu Team Esbjerg. Kviesgaard gewann 2016 mit Esbjerg die dänische Meisterschaft. Nach der Saison 2017/18 beendete sie ihre Karriere. In der Saison 2020/21 spielte Kviesgaard für den dänischen Drittligisten Kolding HK.

### In der Nationalmannschaft
Kviesgaard bestritt 114 Länderspiele für die dänische Nationalmannschaft, in denen sie 225 Treffer erzielen konnte. Mit Dänemark nahm sie an den Europameisterschaften 2008 und 2010 teil. Bei der EM 2010 wurde sie in das Allstar-Team des Turniers gewählt. Weiterhin gehörte sie dem dänischen Kader bei der Weltmeisterschaft 2009 und 2011 an. Bei der WM 2011 zog sie sich im zweiten Spiel eine schwere Verletzung zu, wodurch sie anschließend nicht mehr ins Turniergeschehen eingreifen konnte. Kviesgaard gewann bei der Weltmeisterschaft 2013 die Bronzemedaille und erzielte sechs Treffer in sieben Partien. Vor dem Halbfinale wurde sie vom Nationaltrainer Jan Pytlick aus dem dänischen Kader genommen.

### Erfolge
- dänischer Meister 2013, 2016
- dänischer Pokal 2017

### Auszeichnungen
- Wahl in das Allstar-Team: 2010 (EM)

## Sonstiges
Kviesgaard arbeitet als Physiotherapeutin.